# Djéhouty (scribe en chef)
Pour les articles homonymes, voir Djéhouty.
Djéhouty est scribe en chef du temple d'Hathor durant les règnes d'Hatchepsout et Thoutmôsis III.
Sa femme s'appelle Nébetiounet et ils ont une fille Nésynoub.

## Tombe
La tombe se trouve dans un secteur de la nécropole de Dendérah en bordure du lit d'un ancien ouadi recouvert de sable.
Elle se compose d'une grande enceinte en briques de 18 × 13 m, d'une chapelle dans l'angle sud-ouest et d'un puits de 2 × 2 m donnant accès à la chambre funéraire.